# Dusona erythrogaster
Dusona erythrogaster là một loài tò vò trong họ Ichneumonidae.